# 里吉達爾施托克山

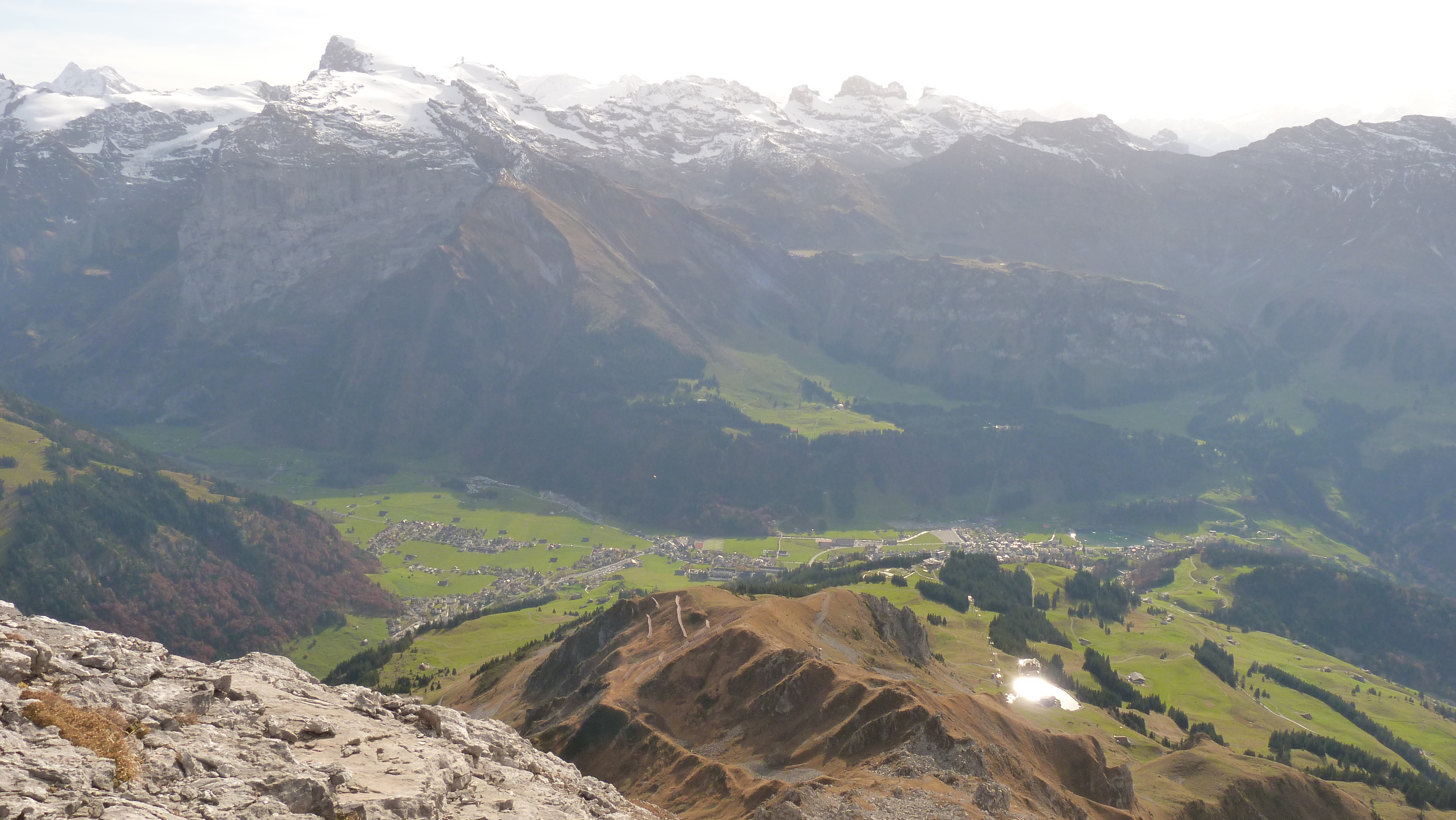

46°51′08″N 8°25′10″E / 46.85224°N 8.41945°E
里吉達爾施托克山（德語：Rigidalstock），是瑞士的山峰，位於該國中部，處於下瓦爾登州和上瓦爾登州接壤的邊界，屬於烏里山的一部分，海拔高度2,593米，每年平均降雨量2,465毫米。